# Regaliestriden
Regaliestriden udkæmpedes i Frankrig under Ludvig 14. Ifølge den gallikanske kirkeret havde den franske konge ret, regalieret, til at hæve indtægterne af visse bispedømmer og abbedier, medens de stod ledige, og besætte de ledige embeder i stiftet imens. Da Ludvig 14 ville udvide denne regalieret til at gælde alle stifter, kom han i kamp med Kurien. Under denne nægtede paven at konfirmere de franske bisper, så en tredjedel af de franske bispedømmer stod ubesatte; til gengæld fastslog de franske bisper de gallikanske rettigheder på Assemblée de clergé de France (1681). 1693 kom det til forlig mellem Ludvig 14. og Pave Innocens 12. og paven gik af med sejren.